# 국제 원주민의 날
국제 원주민의 날 또는 세계 원주민의 날(International Day of the World's Indigenous Peoples)은 원주민의 권리를 존중하는 취지에서 유엔에서 지정된 기념일이다. 날짜는 8월 9일이다.
국제 원주민의 날은 매년 8월 9일에 세계 원주민의 인식을 높이고 권리를 보호하기 위해 지켜졌다. 이 행사는 또한 토착민들이 환경 보호와 같은 세계 문제를 개선하는 데 기여한 성과와 공헌을 인정한다. 1994년 12월 유엔 총회에서 처음으로 선언되었으며, 이는 1982년 인권 증진 및 보호에 관한 소위원회의 토착민에 관한 유엔 실무 그룹의 첫 번째 회의의 날이었다.

## 같이 보기
- 원주민